# Bibio fluginatus
Bibio fluginatus är en tvåvingeart som beskrevs av Hardy 1937. Bibio fluginatus ingår i släktet Bibio och familjen hårmyggor.
Artens utbredningsområde är British Columbia. Inga underarter finns listade i Catalogue of Life.